# بورتريه كلاريسا ستروزي
بورتريه كلاريسا ستروزي هي بورتريه رسمها الفنان الإيطالي تيتيان في عام 1542، اللوحة حالياً ضمن مقتنيات متحف جيملده جاليري في برلين.